# イスラエル・ハヨム

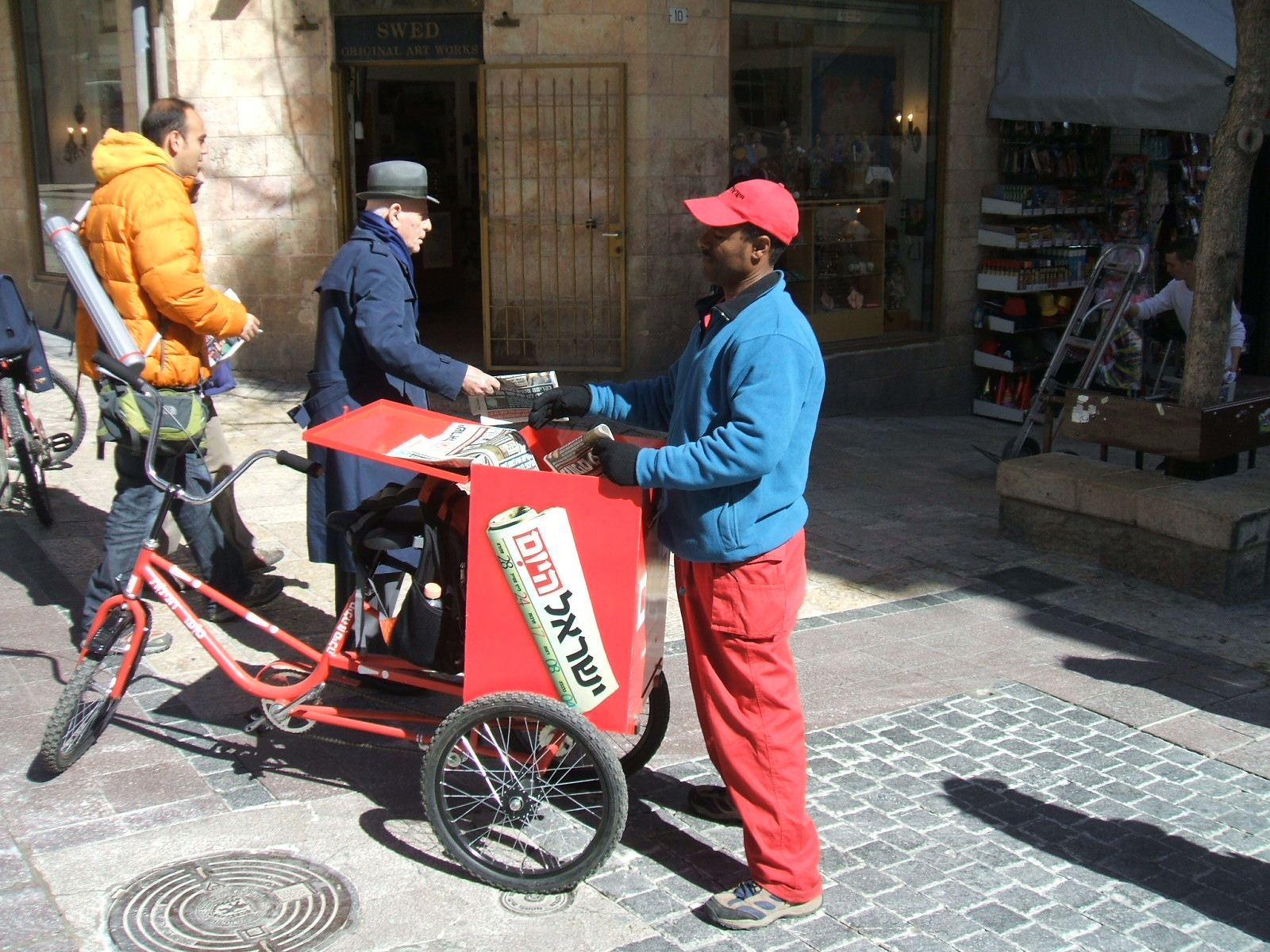
イスラエル・ハヨム紙 の配布、エルサレムにて

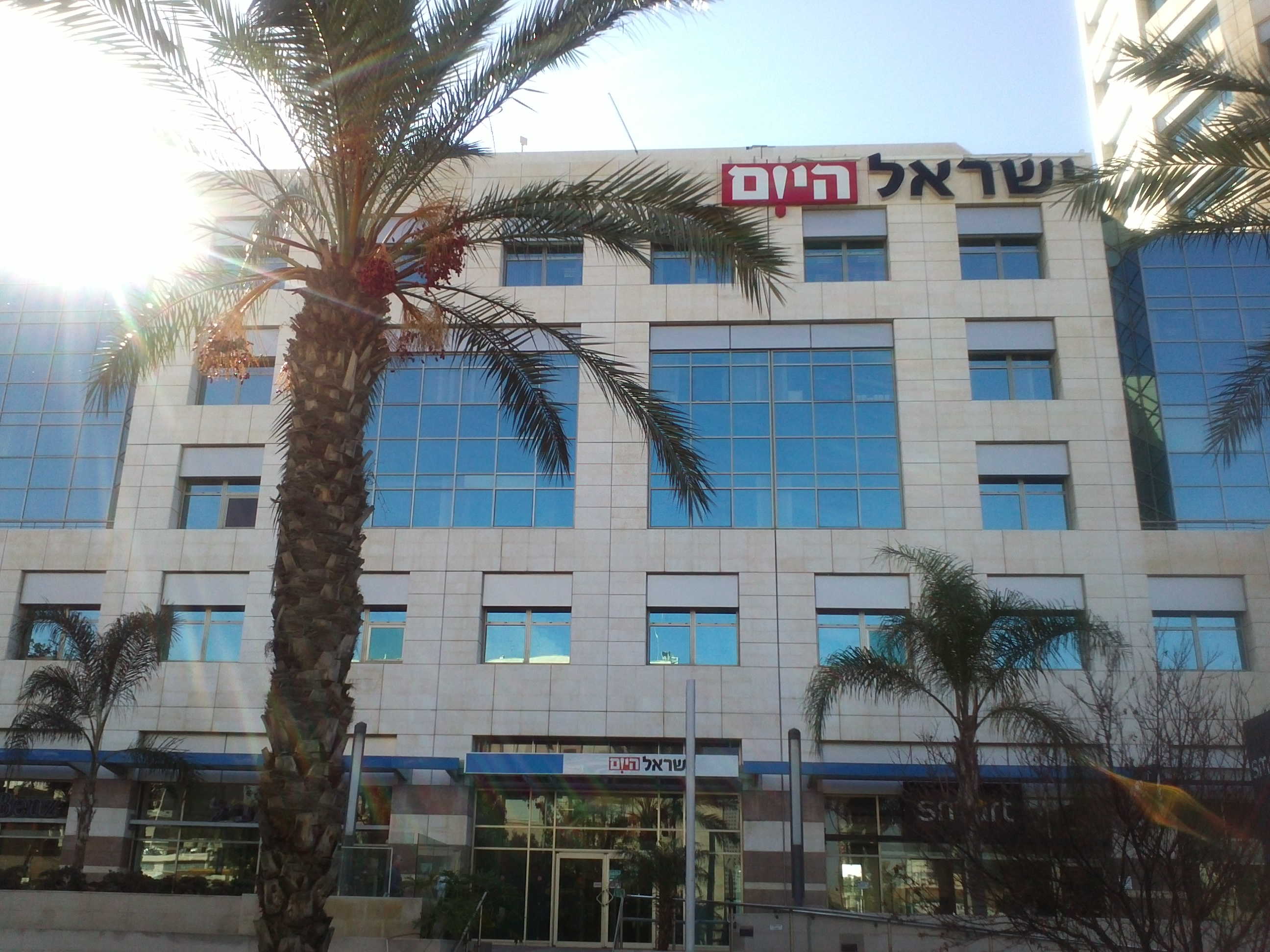
イスラエル・ハヨム社

イスラエル・ハヨム （ヘブライ語: ישראל היום Israel HaYom、意味: イスラエル本日 ）は、イスラエル全国紙のヘブライ語日刊フリーペーパーである。2007年7月30日に発刊され、タブロイド判で出版され流通している。その名前イスラエル・ハヨム  は、よく知られるUSAトゥデイ と同様のバリエーションであるが、その2紙間に関連性はない。イスラエル・ハヨムはイスラエルで2番目の発行部数で、2009年後半に23.2パーセントから26.6パーセントにマーケットシェアを拡大した。

## 概要
発刊時、イスラエル・ハヨムはシェルドン・アデルソンに所有された。直接的に競争した他のフリー日刊紙イスラエリ は、以前にアデルソンの共同経営であったが後に廃刊した。2009年10月に、イスラエル・ハヨムは週末版が発刊された。
編集著はアモス・レゲヴである。パブリシストのダン・マルガリットはマアリヴ をイスラエル・ハヨム に協力させた。

## 論調
「既存メディアとは異なり中立的」とも「保守寄り」とも評される。また、アデルソンがベンヤミン・ネタニヤフの支持者であったことから、「ネタニヤフ首相を擁護する報道」と評されている。アデルソンの死後も「親ビビ」（ネタニヤフ支持）とされ、2023年パレスチナ・イスラエル戦争で「勝利の後の退陣」を求める記事が掲載された時には「驚き」とされた。
ジャーナリストの評価も賛否両論となっている。ベン＝ドロール・イェミニはそれを「民主主義の脅威」と形容した。